# AMN
AMN (afkorting van Any Means Necessary) is een Belgische hiphopband die werd opgericht in 2014.

## Leden
- Killamatic Vocals, MC
- Madsin Vocals, MC
- Dirrty D Vocals, MC/Producer
- SEM PHI Vocals, MC
- DJ Sensi DJ

Omstreeks 2016 werd Mel Ross lid van de crew.

## Discografie
- Any Means Necessary (2016)